# BASF
BASF SE – największe przedsiębiorstwo chemiczne na świecie z siedzibą w Niemczech.
Nazwa BASF powstała jako skrót od Badische Anilin- und Soda-Fabrik. Te cztery litery są zarejestrowanym znakiem towarowym.
Akcje BASF notowane są na giełdach papierów wartościowych we Frankfurcie (BAS), Londynie (BFA) i Zurychu (AN).

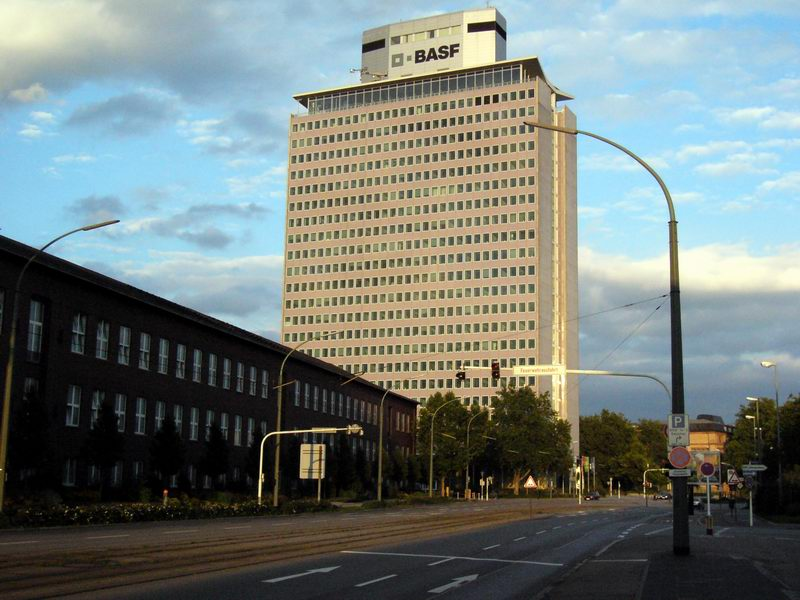
Siedziba BASF w Ludwigshafen am Rhein

Grupa BASF składa się z 6 dużych kompleksów chemicznych i 385 zakładów produkcyjnych na całym świecie, jak również szeregu spółek i przedstawicielstw. Przedsiębiorstwo posiada zakłady na terenie Europy, Ameryki Płd, Ameryki Płn, w Afryce oraz w Azji. Siedziba przedsiębiorstwa znajduje się w Ludwigshafen am Rhein, gdzie działa największy na świecie zintegrowany kompleks chemiczny. Portfolio przedsiębiorstwa obejmuje produkty chemiczne, tworzywa sztuczne, chemię budowlaną, produkty dla rolnictwa, przemysłu kosmetycznego i spożywczego oraz nieprzetworzoną ropę i gaz ziemny.
Od roku 1925 przedsiębiorstwo było członkiem kartelu IG Farben. Koncern uczestniczył w zbrodniach wojennych, m.in. przez wykorzystywanie pracy przymusowej więźniów. Po II wojnie kierownictwo kartelu było sądzone w procesach norymberskich. W 1951 roku koncern został przymusowo podzielony na cztery przedsiębiorstwa, m.in. BASF.
W latach 1991–1996 BASF przejęło część przedsiębiorstwa Agfa, zajmującą się produkcją nośników magnetycznych. W ten sposób powstała BASF Magnetics, sprzedana w 1996, rok później zmieniła nazwę na EMTEC Magnetics.
Sprzedaż grupy w 2009 r. wynosiła 50,6 miliarda euro.
BASF wszedł w skład konsorcjum Nord Stream budującego Gazociąg Północny.

## BASF Plant Science
Przedsiębiorstwo powstałe w 1998 roku, prowadzące badania w zakresie biotechnologii, m.in. nad genetycznymi modyfikacjami roślin, takich jak kukurydza, soja, ziemniaki czy buraki. W latach 1998–2008 badania te pochłonęły ponad 1 miliard euro.
W laboratoriach BASF Plant Science powstała nowa odmiana ziemniaków, Amflora. Produkują one czystą skrobię amylopektynową, dzięki czemu są idealne do produkcji papieru. Ziemniaki Amflora zostały dopuszczone do użytku na terenie UE (z dniem 2 marca 2010) jako bezpieczne. Niektórzy niezależni eksperci np. Institute for Independent Impact Assessment in Biotechnology i The Norwegian Directorate for Nature Management utrzymują, że wpływ Amflory na środowisko nie został wystarczająco zbadany.

## BASF w Polsce
Obecność BASF na polskim rynku sięga końca XIX wieku. W latach 50. XX wieku BASF był reprezentowany przez centralę handlu zagranicznego Transactor SA. W 1990 roku powstało pierwsze oficjalne przedstawicielstwo BASF w Polsce. W 1992 roku została powołana do życia spółka BASF Polska Sp. z o.o. (siedziba w Warszawie) ze 100% udziałem kapitału zagranicznego, która prowadzi działalność handlową i produkcyjną. W 2010 r. BASF Polska zatrudniała ok. 240 pracowników, a obroty przedsiębiorstwa w 2009 roku wyniosły 411 milionów euro (w 2008 – 480 milionów euro, w 2007 – 455 milionów euro). BASF Polska ma zakład produkcyjny w Myślenicach koło Krakowa (domieszki do betonu) i w Śremie koło Poznania (chemia budowlana). W czwartym kwartale 2010 r. otwarty został trzeci zakład produkcyjny BASF w Polsce (również w Śremie) produkujący poliole do pianek poliuretanowych znajdujących zastosowanie przede wszystkim w izolacjach.
W lipcu 2014 roku BASF otworzył w Komornikach koło Środy Śląskiej fabrykę katalizatorów, która stała się największym i najnowocześniejszym zakładem tego typu w BASF. W 2017 roku ruszyła rozbudowa zakładu w celu zwiększenia mocy produkcyjnych.